# Parafia św. Klemensa Papieża w Skalniku
Parafia św. Klemensa Papieża w Skalniku – parafia rzymskokatolicka z siedzibą w Skalniku, znajdująca się w dekanacie Nowy Żmigród w diecezji rzeszowskiej. Erygowana w 1480 roku.

## Historia
Skalnik jest jedną z najstarszych parafii na terenie południowej Polski. Swymi początkami sięga IX wieku. Wieś leżała w państwie Wiślan. Od Skalnika do dzisiejszej granicy ze Słowacją jest zaledwie kilkanaście kilometrów. W takim położeniu należy też przyjąć, że do parafii docierały echa działalności świętych Cyryla i Metodego, którzy w 863 roku przybyli na Morawy.
Istnieje przypuszczenie, że Modrzewiowa Góra, jak nazywano wzgórze, na którym stoi kościół, była we wczesnym średniowieczu miejscem kultu pogańskiego. Przyjmuje się, że początkach dziesiątego stulecia w tym miejscu stanął drewniany kościół pod wezwaniem św. Klemensa. Wokół kościoła, a właściwie wokół kopca kościelnego, rósł wieniec dębów. Do dzisiejszego dnia zachował się tylko jeden z nich. Powstanie ośrodka religijnego i wybudowanie tam kościoła wieś zawdzięcza św. Metodemu. Cyryl i Metody przywieźli relikwię św. Klemensa z Chersonezu. Jeszcze w połowie XX w. starzy ludzie podawali, że "dawniej" odprawiały się tam nabożeństwa po słowiańsku, grecku i łacinie, a wśród mieszkańców istniało przekonanie, że modrzewiowy kościół, który rozebrano na początku XX w. przed postawieniem obecnego, murowanego, był tym pierwszym, pochodzącym z X w.
Tysiącletnie istnienie chrześcijaństwa w Skalniku potwierdza również usytuowana w sąsiedniej wsi góra, która osłania wieś od południowego zachodu. Po dziś dzień nazywana jest Górą Św. Wojciecha. Istnieje przekonanie, że św. Wojciech, biskup praski, udając się w 984 roku w celach misyjnych na Węgry, wędrował znanym szlakiem skalnickim. Pobożne podanie głosi, że obraz Matki Bożej Skalnickiej, umieszczony w ołtarzu głównym, przynieśli ze sobą św. Cyryl i Metody. Obraz podobny do jasnogórskiego, lecz o cechach bizantyjskich. Skalnicka Maryja Panna długo była czczona jako Królowa gór. Jednocześnie w całej okolicy do rangi największego przekleństwa urosło z czasem powiedzenie Oby cię matka Boska Skalnicka pokarała!
Pierwsza wzmianka o parafii w Skalniku pochodzi od Jana Długosza z 1470 roku. Pierwsza znana wizytacja parafii Skalnik została przeprowadzona w latach 1565–1570. Wynika z niej że biskup przemyski Piotr Gamrat zamierzał połączyć parafię ze Skalnika z parafią w Samoklęskach, ale z powodu jego przeniesienia do innej diecezji nie doszło do jej zrealizowania. Do tutejszej parafii należały wówczas wsie Desznica i Brzezowa. Z akt wizytacji biskupiej przeprowadzonej przez kanonika Krzysztofa Kaźmierskiego w latach 1596-1598, wynika że w parafii nie było plebana. Były też okresy, że Skalnik w ogóle nie miał księdza. Przez brak stałej opieki duszpasterza kult maryjny osłabł. Później w 1791 roku, Skalnik został przyłączony do parafii w Nowym Żmigrodzie. W drugiej połowie XIX w. okoliczni grekokatolicy starali się, by władze przekazały im "opuszczony" kościół, jednak bezskutecznie. W 1938 roku w Skalniku było 223 wiernych. W 1939 roku Skalnik został ekspozyturą Nowego Żmigrodu, a 12 sierpnia 1939 roku  samodzielną parafią.
Obecny, murowany kościół został zbudowany z fundacji parafian w latach 1909-1911. Konsekrowany był w 1912 roku.
Dopiero za czasów ks. Michała Witowicza, który objął parafię w  1952 roku, kult Matki Boskiej Skalnickiej znowu odżył. Dzięki bardzo dużym staraniom ks. Witowicza, kościół w 1962 roku stał się Sanktuarium Matki Bożej, Pani Gór i Opiekunki Rodzin.
W 2002 roku koronę poświęcił w Watykanie Jan Paweł II. 9 września 2007 roku odbyła się koronacja XV wiecznego obrazu, której dokonał abp Edward Nowak.

## Proboszczowie
Proboszczami parafii byli księża: Józef Niemiec (1939–1940), Józef Hędrzak (1941), Wojciech Majkowski, Jan Mikosz, Jan Sanowski, Franciszek Pudło, Józef Kotulak, Ignacy Ciebiera, Michał Witkowicz (1952–), Adolf Boczar (1969–1985), Stanisław Sokalski (1985–2002), Jerzy Sepioł, Zbigniew Pałka i Jacek Nasiadka.

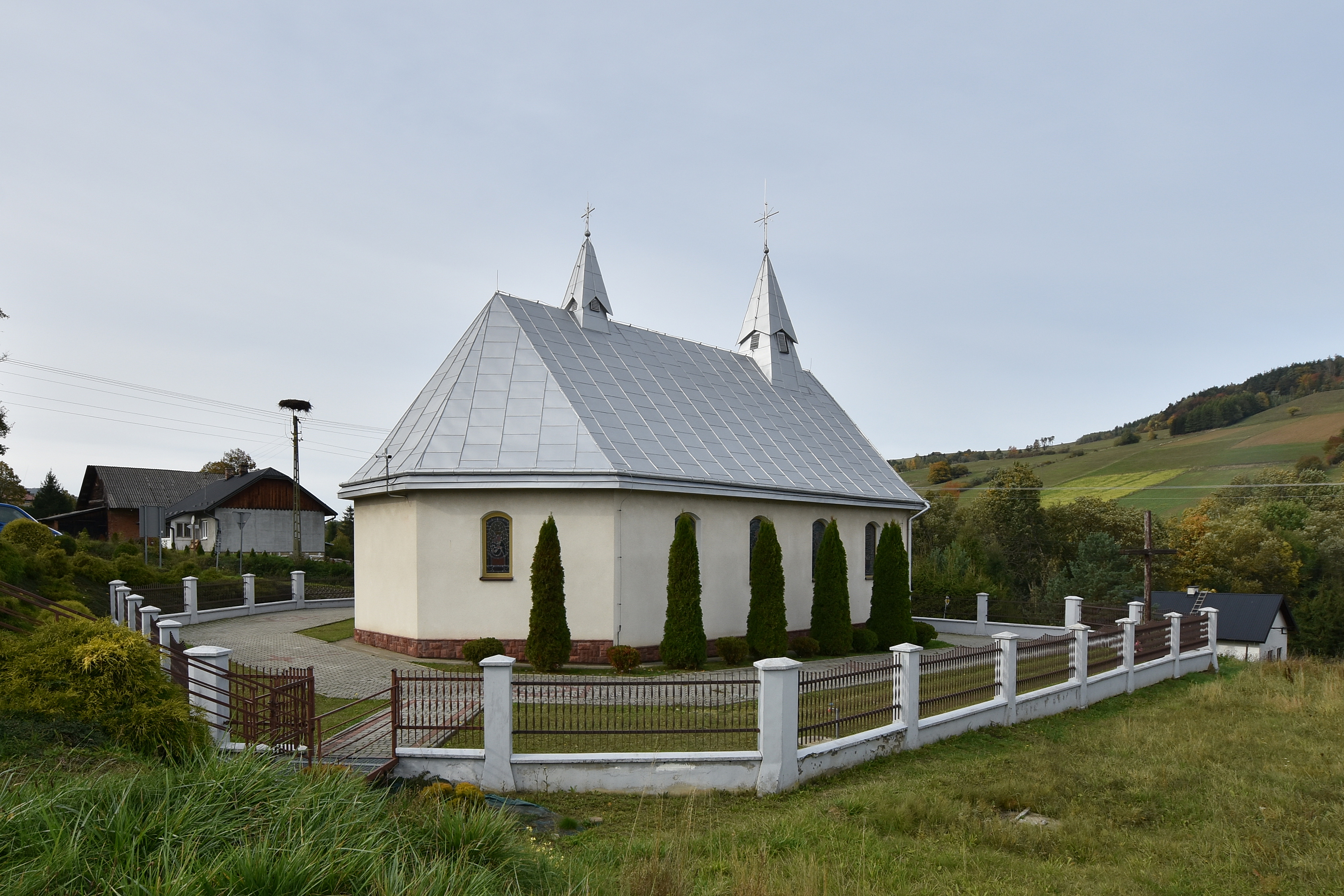
Kościół filialny w Brzezowej